# ナンシー・ルース (小惑星)
ナンシー・ルース (5052 Nancyruth) は、小惑星帯に位置する小惑星である。キャロライン・シューメーカーがパロマー天文台で発見した。
“ARTIST”と“ACCESS!”という、子どもたちに天文学を教えるための2つのプロジェクトを行ったアリゾナ大学のナンシー・R・レボフスキーに因んで名付けられた。